# Eritrichiinae
Eritrichiinae, podtribus boražinovki dio tribusa Cynoglossoideae. Sastoji se od dva podtribusa sa 11 rodova.
Podpleme Eritrichiinae pripada plemenu Rochelieae (Boraginaceae; Cynoglossoideae) koje se sastoji od oko 200 vrsta u pet rodova uključujući Eritrichium, Lappula, Hackelia, Lepechiniella i Rochelia. Većina vrsta je jednogodišnja i raste na kserskim staništima. Rod Lappula prilagođen aridnoj klimi i drugi po veličini rod u Eritrichiinae s više od 50 vrsta rasprostranjen je uglavnom u irano-turanskoj regiji. Autori Mahboubeh Sherafati, Maryam Khoshsokhan-Mozaffar i Shahrokh Kazempour-Osaloo upotrijebili su BEAST Bajesov zaključak za procjenu vremena divergencije na temelju podataka o sekvenci nrDNA ITS, plastida trnL-F i rpl32-trnL (UAG) 46 vrsta Eritrichiinae ekstrahiranih iz GenBank. Rezultati dobiveni analizom molekularnog datiranja pokazali su da Eritrichiinae skupina datira u kasnom oligocenu. Diverzifikacija roda Lappula u Aziji događa se od kasnog miocena do kasnog pleistocena. Sjevernoameričke vrste potječu od azijskih srodnika u kasnom miocenu.

## Rodovi
1. Hackelia Opiz ex Berchtold (49 spp.)
2. Embadium J. M. Black (3 spp.)
3. Oncaglossum Sutorý (1 sp.)
4. Pseudolappula Khoshsokhan & Kaz. Osaloo (1 sp.)
5. Eritrichium Schrad. (76 spp.)
6. Lappula Moench (78 spp.)
7. Lepechiniella Pop. (15 spp.)
8. Rochelia Rchb. (25 spp.)

|  | Zajednički poslužitelj ima još gradiva o temi Eritrichiinae |
|  | Wikivrste imaju podatke o taksonu Eritrichiinae             |